# Survival (에미넴의 노래)
《Survival》은 미국의 힙합 가수인 에미넴의 노래이다. 2013년 11월 5일 발매된 The Marshall Mathers LP 2에 수록된 노래이다.

## 발매
《콜 오브 듀티: 고스트》(Call of Duty : Ghosts) 다인용 비디오 게임이 출시된 2013년 8월, 에미넴은 팬들에게 새로운 앨범이 가을에 출시되었으며 새로운 뮤직 비디오가 곧 나올 것이라고 설명하는 비디오를 공개했다. 또한 노래가 게임 내에서 등장 할 것이라는 것이 확인되었다. Call of Duty : Modern Warfare 2 예고편에서 " 'Till I Collapse"가 사용되고 에미넴의 노래가 Call of Duty 게임을 홍보하는데 사용된 것은 이번이 세 번째이다. Call of Duty : Black Ops 트레일러, 좀비 모드에서 숨겨진 노래와 최종 크레딧도 있다. 이 노래는 WWE 2019의 사운드 트랙에도 수록되어 있으며 AJ Styles가 사운드 트랙에 포함시키기도 했다.

## 곡 목록
Digital Download
| #  | 제목         | 작사·작곡                                                                                       | 프로듀서  | 재생 시간 |
| -- | ------------ | ----------------------------------------------------------------------------------------------- | --------- | --------- |
| 1. | 〈Survival〉 | Marshall Mathers Liz Rodrigues Khalil Abdul-Rahman Mike Strange Pranam Injeti Erik Alcock [ 1 ] | DJ Khalil |           |

## 뮤직비디오
"Survival"의 공식 뮤직비디오는 2013년 10월 8일에 발표되었다. 뮤직 비디오는 콜 오브 듀티 : 고스트 (Call of Duty : Ghosts)의 영상에서 에미넴의 랩핑을 주로 담았으며, 개와 군인과 같은 게임 요소를 게임 내 의상으로 장식한 추가 장면이 프로젝터에 등장했다. 마지막 장면은 에미넴이 마샬 매 더스 LP와 마샬 매 더스 LP 2의 표지에 있는 집을 다시 방문하는 모습을 보여준다. 해당하는 집은 나중에 미시간주에 의해 철거되었다.

## 발매 역사
| 국가 | 날짜            | 포맷            | 레이블                         |
| ---- | --------------- | --------------- | ------------------------------ |
| 미국 | 2013년 10월 8일 | 디지털 다운로드 | 셰이디, 애프터매스, 인터스코프 |